# Diversiones...?
Diversiones...? es el nombre de un EP del grupo Soziedad Alkoholika, lanzado en 1996 y versionando canciones de otros grupos. Tras la edición del disco el bajista Iñaki deja la banda.

## Canciones
| N.º     | Título                                                                 | Duración |  |
| 1.      | «Motxalo» (Pick Up Slip Up de Fischer-Z)                               | 2:39     |  |
| 2.      | «¿Que Tal Los Exámenes?» (September de Peter And The Test Tube Babies) | 3:01     |  |
| 3.      | «Sin Barreras» (Hey You de Bachman Turner Overdrive)                   | 2:47     |  |
| 4.      | «Itoiz, Ito Ez» (Soldier de Heitmat-Los)                               | 1:44     |  |
| 5.      | «Sorprendente» (Sorprendente de Leño)                                  | 2:40     |  |
| 6.      | «Ladrón» (C'mon Let's Go de Girlschool)                                | 2:46     |  |
| 7.      | «Periferia» (Periferia Shantytown de Ratos de Porão)                   | 2:02     |  |
| 8.      | «Cuando Sales» (El cielo no puede esperar de Piruleta de Hormigón)     | 2:30     |  |
| 9.      | «Furra, Furra» (Furra Furra de Oskorri)                                | 3:25     |  |
| 23 mins |                                                                        |          |  |

## Formación
- Juan - voz
- Jimmy - guitarra
- Pedro - guitarra
- Iñaki - bajo
- Roberto - batería